# 1447
Cette page concerne l'année 1447  du calendrier julien.
L'année 1447 est une année commune qui commence un dimanche.

## Événements
- 12 mars : mort de Shah Rukh[1]. Début du règne de Ulugh Beg, sultan timouride de Perse (fin en 1449). C'est un poète, musicien, philosophe, mathématicien et surtout astronome réputé.
- Le Génois Antonio Malfante parcours le Sahara à partir de Sijilmâsa. Il est le premier européen à visiter le Touat[2].
- Le sultan chaybanide (Ouzbek) Abu-l-Khayr occupe le Khwarezm au détriment des Timourides[3].
- Le Sheykh Safavieh Djunayd, chassé d'Ardabil par les Qara Qoyunlu rejoint leurs adversaires Aq Qoyunlu. Son fils Haydar épousera la fille de Uzun Hasan, mère d'Ismail, fondateur de la dynastie des Séfévides[4].
- Tibet : début de la construction du monastère de Tashilhunpo, siège des panchen-lama au XVIIe siècle[5].

### Europe
- 14 janvier[6] : Barnabé Adorno oblige son parent le doge de Gênes Raphael Adorno à abdiquer et le remplace.
- 30 janvier[6] : Barnabé Adorno est chassé du pouvoir par Jean de Campo Fregoso qui devient doge de Gênes (fin en 1448).
- 5 février : bulles papales confirmant le concordat de Francfort de 1446. Le pape Eugène IV reçoit les délégués de soixante princes allemands venus pour faire leur soumission, à condition qu’il reconnaisse la supériorité des conciles sur le pape. Eugène IV leur donne satisfaction en déclarant qu’il « embrasse et vénère le concile de Constance, le décret Frequens et tous ses décrets, comme tous les autres conciles qui représentent l’Église catholique militante. Quelques jours plus tard il publie une bulle dans laquelle il affirme n’avoir pas voulu par ses concessions déroger à l’autorité et aux privilèges du siège romain. Il meurt (23 février) et le cardinal Tommaso Parentuccelli lui succède. Il confirme le 28 mars les concessions faite par son prédécesseur aux Allemands[7].
- 17 février : Vassili II, soutenu par les princes mongols Kazim et Iakoub reprend Moscou à Dimitri Chemyaka[8]. À la fin de l'année, sur la demande de Vassili II de Russie, les prélats russes exhortent Dimitri Chemiaka à abandonner ses prétentions sur Moscou sous peine d’excommunication. Celui-ci semble soumettre, puis se révolte en 1449[9].
- 18 février, Angleterre : arrestation de Humphrey de Lancastre sous l'inculpation de tentative de rébellion au Pays de Galles. Il meurt le 23 février en prison, probablement assassiné sur ordre du cardinal Henri Beaufort[10].
- 6 mars : élection du pape de Nicolas V. Il est intronisé le 18 (fin en 1455)[11].
- 25 juin : couronnement à Cracovie de Casimir IV (Kazimierz) Jagellon, roi de Pologne (fin du règne en 1492)[12].
  - Alliance entre la Lituanie et la Pologne. Création d’une diète du Grand-duché sur le modèle polonais. Le droit de l’État polonais est introduit en Lituanie.
  - Casimir Jagellon rétablit l’ordre troublé avant son avènement, assure la sécurité de la frontière orientale en signant un accord avec Moscou, étend le rayonnement de son pays en plaçant deux de ses fils sur les trônes de Hongrie et de Bohême, favorise la prospérité économique grâce à l’essor du port de Dantzig et fait de l’université de Cracovie un foyer d’humanisme.
- Été : Vlad Dracul de Valachie, en conflit avec le voïévode de Transylvanie Jean Hunyadi, décide de faire la paix avec le sultan à Andrinople[13]. Il ferme son pays à la monnaie hongroise, provoquant l’intervention de Hunyadi au sud des Carpates le 23 novembre.
- 20 juillet : l’empereur Frédéric III ordonne au bourgmestre de Bâle de supprimer les sauf-conduits accordés aux membres du concile[14].
- 27 juillet[15] : Jacques Cœur, grand argentier du roi Charles VII de France, est l'instigateur d'une ordonnance décidant, pour la première fois depuis 1370, la frappe de pièces d'argent de bon aloi, à 92 % d'argent fin, ce qui créait ce que l'on a appelé le « Gros de Jacques Cœur ».

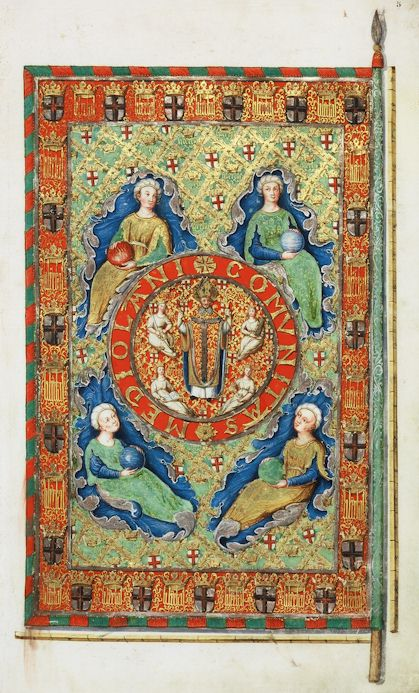
La bannière de la république ambrosienne.

- 14 août : république ambrosienne (fin en 1450). Milan est indépendante à la mort du dernier des Visconti, Filippo Maria[16]. La maison d'Orléans réclame Milan en héritage.
- 3 septembre : 
  - voulant éviter la division du duché de Milan, la République ambrosienne appelle ses citoyens aux armes et fait appel à Francesco Sforza[16].
  - victoire du duc d'Urbin Frédéric III de Montefeltro sur le duc de Rimini Sigismond Malatesta qui assiégeait la forteresse de Fossombrone[17].
- 23 novembre - 4 décembre[18] : Vlad Dracul est capturé et exécuté avec son fils aîné Mircea. Jean Hunyadi place Vladislav II sur le trône de Valachie (1448 - 1456).
- Décembre : les Albanais de Skanderbeg menacent Durazzo ; début de la guerre entre les Albanais et Venise (1447-1448)[19].
- Entrevue dans l’île de Gotland entre Christophe III de Danemark et Karl Knutsson Bonde, en présence de l’ex roi Éric de Poméranie. Une trêve d’un an est conclue.
- Christophe de Bavière accorde des privilèges à la ville hanséatique de Rostock pour ses comptoirs de Tønsberg et d’Oslo, en Norvège[20].
- Peste en Grèce.